# Albarksvartbagge
Albarksvartbagge (Scaphidema metallicum) är en skalbaggsart som först beskrevs av Fabricius 1793.  Albarksvartbagge ingår i släktet Scaphidema, och familjen svartbaggar. Arten är reproducerande i Sverige.

## Bildgalleri

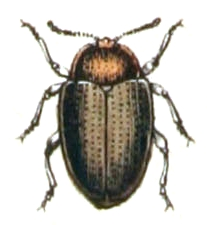
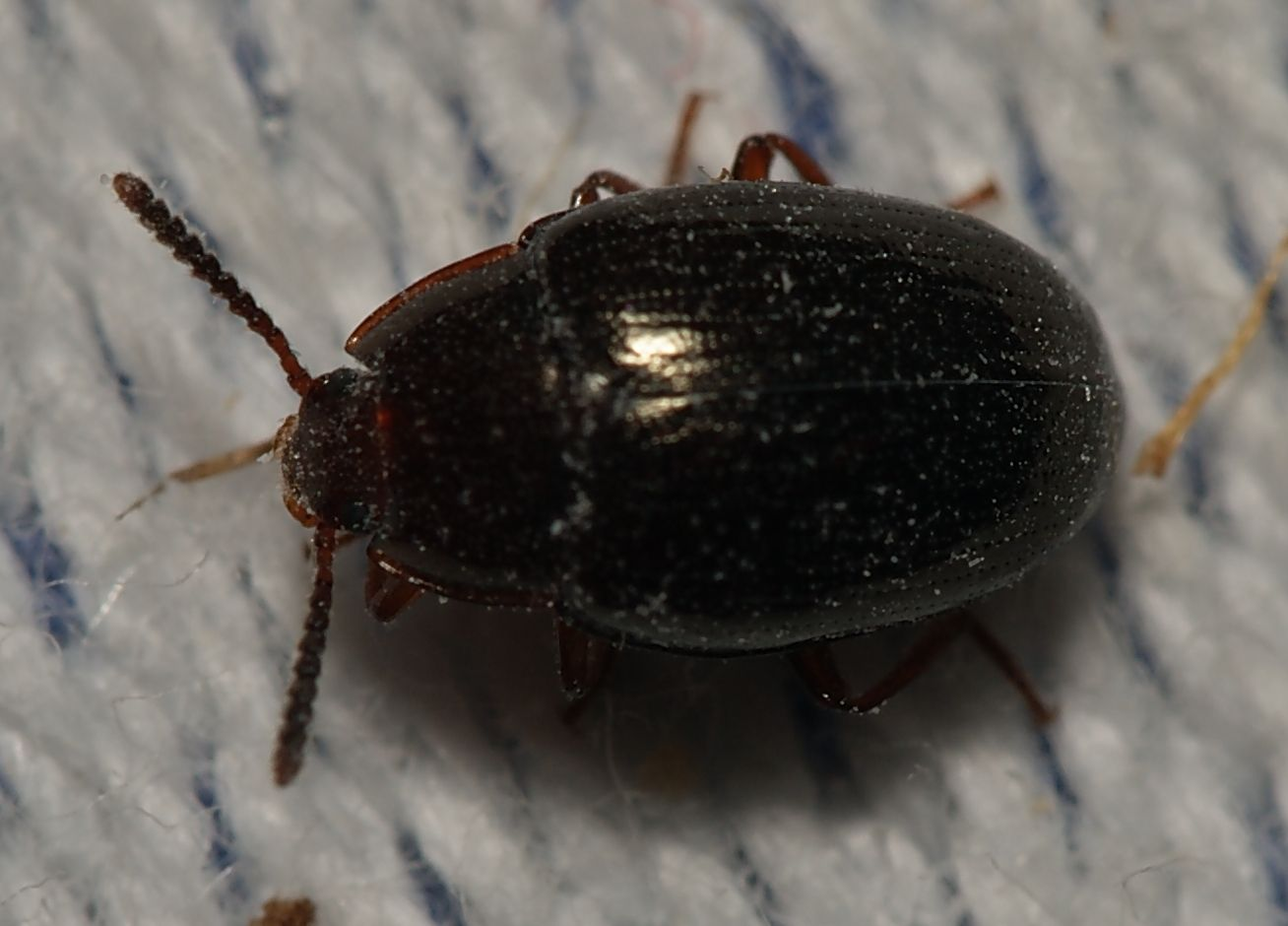
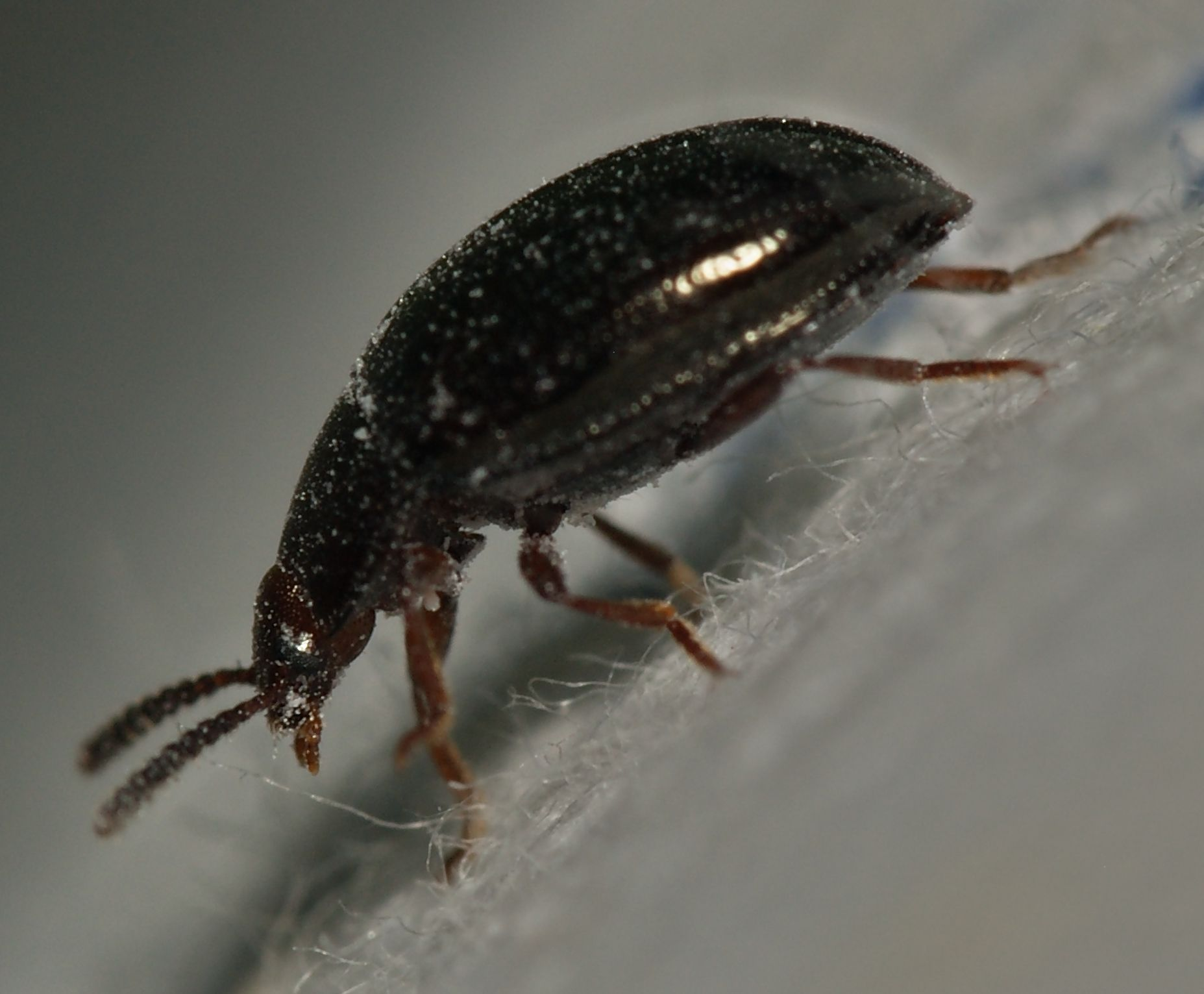
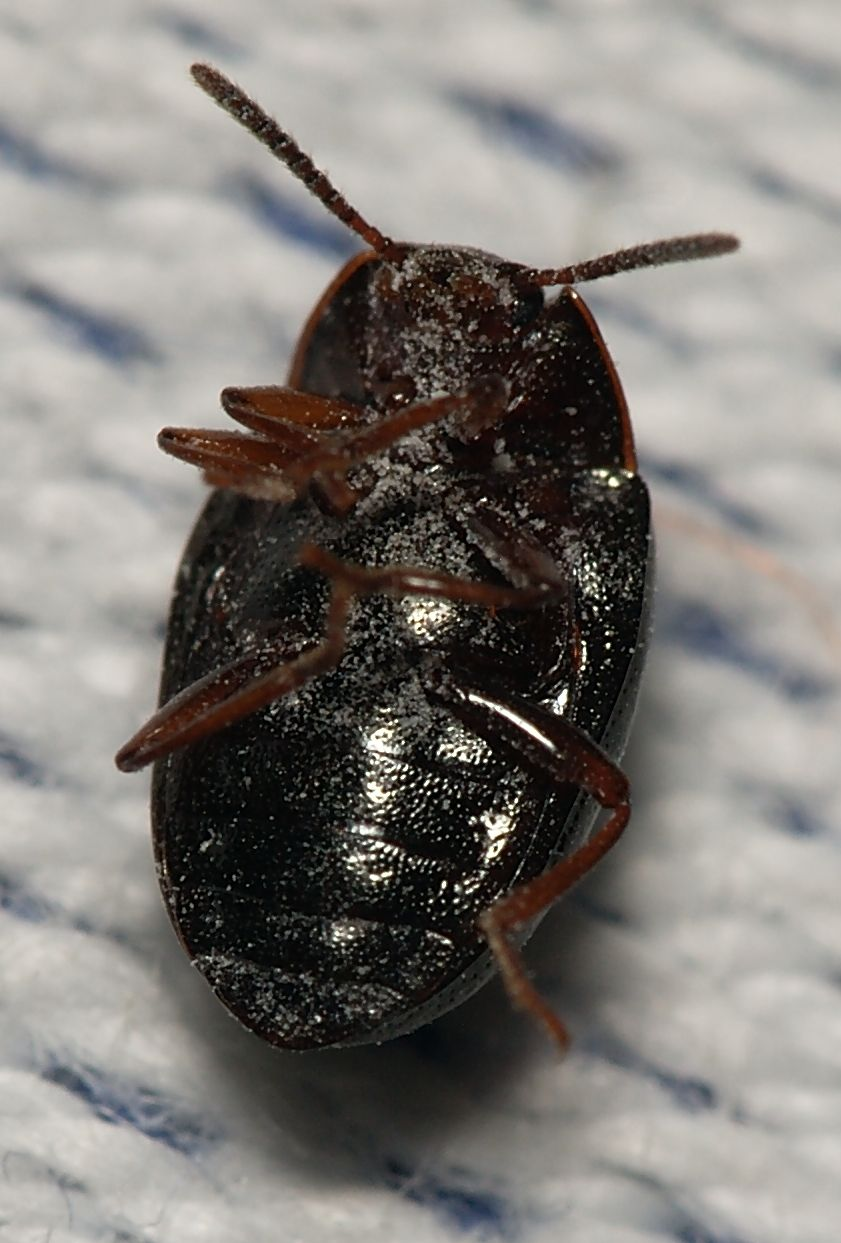